# Franz Treichler
Franz Treichler, de son vrai nom Francis José Conceição Leitão Treichler, est un compositeur, musicien, chanteur et producteur suisse, né le 14 novembre 1961 à Fribourg. Membre fondateur du groupe de rock électronique The Young Gods, il poursuit aussi une carrière en solo.

## Parcours artistique
D’origine suisse et brésilienne, Franz Treichler grandit entre Fribourg et Genève. Jeune adolescent, il se passionne pour la musique rock d’alors (psychédélique, progressif, krautrock), avant de découvrir le punk quelques années plus tard, dont l’énergie et l’éthique du do-it-yourself le marquent profondément.
En 1979, il monte le premier groupe de punk recensé dans le canton de Fribourg, Johnny Furgler & the Raclette Machine, en compagnie de Cesare Pizzi et Jacques Schouwey, dans lequel il chante et joue de la guitare électrique. Le trio modifie son nom en Jof & The Ram à l’arrivée d’Heleen Wubbe à la basse en remplacement de Cesare Pizzi et enregistre un 12" quatre titres fin 1979 aux Studios Sunrise, publié par ses soins en 1981. Le groupe se dissout en 1983. C’est à cette même période que Franz Treichler joue de la guitare sur un 45t deux titres de la formation éphémère Schizoids, composée du chanteur et activiste Jampee, d’Heleen Wubbe et de Marco Repetto du groupe Grauzone,.
En 1981, avec entre autres Jacques Schouwey et Heleen Wubbe, il crée la première version de la salle de concerts Fri-Son, à la rue de l’Hôpital à Fribourg. Il y est directeur technique et ingénieur du son. 
En 1982, Franz Treichler reçoit son diplôme d’enseignement de guitare classique du Conservatoire de Lausanne et entre en classe de virtuosité l’année suivante. Malgré ce diplôme, c’est vers la technologie musicale électronique que ses intérêts le guident, plus particulièrement vers les potentialités naissantes du sampler. 

### The Young Gods
Début 1985, il fonde The Young Gods à Genève avec Cesare Pizzi au sampler et Frank Bagnoud à la batterie. Franz Treichler se concentre alors sur le chant et la composition, délaissant volontairement la guitare et autres attributs de l’instrumentarium rock classique. Leur musique est alors construite à partir d’une multitude de courts emprunts (via le sampler) à « l’histoire de la musique enregistrée » (classique, rock, punk, metal, etc.) D’une manière analogue, le nom du groupe fut « emprunté » à un titre du deuxième EP de la formation new-yorkaise Swans. 
The Young Gods effectuent leur concert inaugural en première partie de Mark Stewart + Maffia au New Morning de Genève, en mai 1985. Un premier single Envoyé ! est publié l’année suivante par Organik (CH) (un sous-label de RecRec) et Southern Records (UK), désigné dans la foulée « Single of The Week » par l’hebdomadaire anglais Melody Maker. Sur la foi de ce disque et de nombreux concerts en Europe, The Young Gods assoient rapidement leur réputation, suscitant l’engouement du public et l’éloge des critiques pour leur performances intenses et leur approche sonore singulière et novatrice. 
1987 voit la sortie de leur album "The Young Gods", sacré disque de l’année par Melody Maker et reconnu aujourd’hui comme l’une des pièces maîtresses du rock électronique des années 1980,. Le trio signe peu après avec le label belge Play It Again Sam, et publie son deuxième album L’Eau Rouge en 1989. La sortie de ce dernier disque marque l’arrivée d’Alain Monod au sampler en remplacement de Cesare Pizzi.
The Young Gods traversent l’Atlantique pour leur première tournée aux États-Unis au printemps 1990, avant de se produire en juillet sur la grande scène du Reading Festival en Grande-Bretagne. En 1991, The Young Gods publient un disque hommage au compositeur Kurt Weill et en 1992 sort leur quatrième album studio T.V. Sky.
En 1993, le groupe signe un contrat avec la major américaine Interscope. Franz Treichler passe alors une grande partie de l’année 1994 à New York à composer et enregistrer Only Heaven avec leur producteur de toujours Roli Mosimann. Only Heaven sort en juin 1995 et récolte d’élogieuses critiques,. La formation enchaîne avec de nombreuses tournées en Europe, États-Unis, Australie et Russie. Fin 1996, le batteur Üse Hiestand quitte la formation, remplacé par le genevois Bernard Trontin.
De retour à Genève en 1997, The Young Gods décident d’y monter leur propre studio d’enregistrement et sortent le disque ambient Heaven Deconstruction, réalisé avec des pistes d’Only Heaven. Pour leur prochain album, Second Nature (2000) (réédité aux États-Unis par Ipecac Recordings en 2003), ils retournent à l’indépendant, après avoir été « remerciés » par Interscope fraîchement racheté par Warner. Cette même année, le groupe se produit en tête d’affiche au Queen Elizabeth Hall de Londres. Second Nature reçoit le « Lapin d’Or », prix de la meilleure création musicale Suisse de l’année. Cette période marque également le début d’une diversification des projets pour The Young Gods, au-delà du cadre strictement rock, tels la composition d’une musique de relaxation pour l’Office fédéral de la santé publique dans le cadre de l’Exposition nationale suisse de 2002, ainsi que la conférence sonore Amazonia Ambient Project réalisée avec l’anthropologue Jeremy Narby (de 2004 à 2007).
En 2005, le groupe part en tournée pour célébrer ses vingt ans de carrière, et sort à cette occasion une compilation rétrospective. Commence alors une phase particulièrement dense pendant laquelle The Young Gods, devenu un quartet avec l’arrivée du multi-instrumentiste Vincent Haenni, vont s’activer sur plusieurs projets en parallèle, qu’il s’agisse d’un spectacle musical en hommage à Woodstock (2005), une réinterprétation de son catalogue en version acoustique (l’album Knock On Wood et sa tournée, 2006), un sixième album studio (Super Ready/Fragmenté) ainsi que des collaborations avec Dälek, Koch-Schütz-Studer, Barbouze de chez Fior et le Lausanne Sinfonietta (de 2007 à 2011). Enfin, un nouvel album studio (Everybody Knows) voit le jour en 2011. La formation compose, également en 2011, la musique de court-métrage d’animation Kali le petit vampire, qui recevra plus de vingt prix internationaux. 
En 2013, The Young Gods font revenir Cesare Pizzi au sampler en remplacement d’Alain Monod à l’occasion d’une interprétation live de son premier album. Un replacement temporaire qui s’avèrera finalement permanent quelques mois plus tard. En 2015, le trio collabore avec le groupe brésilien Nação Zumbi et s’atèle à la création d’un nouveau répertoire lors d’une résidence au Festival de Jazz de Cully. 
Les Young Gods sont reconnus de toutes parts comme l’un des groupes de rock suisse les plus importants des trente dernières années, et dont l’approche musicale a été revendiquée comme inspiration par un vaste panel de musiciens, tels Trent Reznor, David Bowie, The Edge (U2), Tool, Napalm Death, Faith No More, Sepultura, Noir Désir, Devin Townsend, Ministry, etc.

### Carrière solo
En parallèle de son parcours avec The Young Gods, Franz Treichler poursuit une activité de compositeur indépendant pour la danse, le cinéma, le théâtre et participe à de nombreux projets collaboratifs. Il est également membre de l’association Database DB59 (promotion des arts électroniques) fondée en 1996 sur l’ex-site alternatif Artamis à Genève.
En 2014, il est lauréat du premier Grand Prix suisse de musique, doté de 100 000 francs et qui a pour objectif de récompenser la création musicale suisse exceptionnelle,. 

### Influences
Franz Treichler cite comme sources d’inspiration : The Stooges, The Doors, Pink Floyd, Janis Joplin, Miles Davis, Sex Pistols, The Ruts, TC Matic, Kraftwerk, Einstürzende Neubauten, Eric B. and Rakim, Jeff Mills, Basic Channel, Aphex Twin, Monolake, Jean-Sébastien Bach, Heitor Villa-Lobos, Dagoberto Linhares, Igor Stravinsky, John Cage, Marilyn Monroe, William Blake, Charles Bukowski, Rumi, Albert Camus, Haruki Murakami, Albert Hofmann, Alexander et Ann Shulgin, Brian Eno, Arthur Rimbaud, Hermann Hesse, Frank Herbert, Norman Spinrad, Robert Silverberg, Isaac Asimov, Killing Joke, Fœtus, Maurice Dantec, Raymond Chandler, dada, Fluxus, Martin Kippenberger,,.

## Vie privée
Franz Treichler est marié depuis 1994 avec Heleen Treichler (née Heleen Wubbe), musicienne et artiste importante de la scène alternative. Il vit à Genève. Le 17 février 2023, Heleen Treichler décède.

## Productions musicales

### Productions
Comme producteur, outre les albums des Young Gods, Franz Treichler a travaillé avec Bérurier Noir, Treponem Pal, Sinusit et effectué de nombreux remix pour Noir Désir, Fœtus, Prong, That Petrol Emotion et bien d’autres.

### Danse contemporaine
Franz Treichler est un collaborateur régulier de la compagnie de danse contemporaine de Gilles Jobin pour laquelle il a composé les musiques de nombreux spectacles. « Franz Treichler travaille sur le son par couches successives ; nappes sonores qui ne délimitent rien, qui enveloppent, entourent, accompagnent ou précèdent. L’univers sonore ainsi créé devient sculpture, où il est question de la création d’une troisième dimension, tantôt force hypnotique de crépitements et de fulgurances qui va agir comme un catalyseur du spectacle, tantôt déroulé de répétitions qui prolonge le geste sans l’illustrer. » Il a réalisé la musique des spectacles suivants : A+B=X (1997), Macrocosm (1998), Braindance (1999), The Moebius Strip (2001), Under Construction (2002), Two-Thousand-And-Three (2003), Força Forte (2016), Womb (2016).
- 1997 : Création sonore pour Haïkus urbains de Yann Marussich<
- 1997 : Création sonore pour EXP de Arielle Vidach
- 2010 : Création sonore pour la performance Glassed de Yann Marussich
- 2010 : Création sonore pour Diffraction de Cindy Van Acker
- 2013 : Création sonore pour Liniaal de Cindy Van Acker

### Divers
- 1999 : Installation sonore lors du projet Copier/Coller, La Bâtie - Festival de Genève, Genève (CH)
- 2003 : Travail freelance pour l’ONG Nouvelle Planète en Amazonie. Enregistrement de chants indigènes pour les Archives Internationales de Musique Populaires de Genève, publiés en 2009 par VDE-Gallo sous le titre Pérou : Musique des Awajún et des Wampis, Amazonie, vallée du Cenepa[17]
- 2010 : Création sonore pour la pièce de théâtre Highway de la compagnie avec
- 2013 : Habillage sonore de l’exposition Tropical Gift du photographe Christian Lutz, Musée de l’Élysée, Lausanne (CH)
- 2014 : Installation sonore et diffusion d’enregistrements de terrains faits en Amazonie, Fête De La Musique, Parc Beaulieu, Genève (CH)
- 2014 : Création d’un répertoire bruitiste sous le pseudonyme DJ Salaud, festival Electron, Genève (CH) ; festival Avant-Art, Wrocław (PL)
- 2015 : Performance musicale de huit heures pour la clôture de l’exposition Morgenröte, aurora borealis and Levantin: into your solar plexus, Kunshalle, Berne (CH)
- 2015 : Performance sonore octophonique avec des enregistrements de terrains faits en Amazonie, festival Mos Espa, Genève (CH)
- 2015 : Composition de musiques pour des classes d’enfants de l’Institut Jaques-Dalcroze, lors de la célébration de ses 150 ans, Musée d'art et d'histoire de Genève, Genève (CH)
- 2015 : Création d’un répertoire de musique ambient, Les Aubes Musicales, Bains des Pâquis, Genève (CH)
- 2016 : Concert solo, festival Baz’art, Genève (CH)
- 2016 : Carte blanche de Présence Suisse pour un projet de collaboration entre musiciens suisses et brésiliens lors des événements préolympiques de Rio de Janeiro. Concerts à São Paulo (BR), Rio de Janeiro (BR) et au Montreux Jazz Festival, Montreux (CH)
- 2016 : Performance musicale pour le vernissage de l’exposition du peintre Arthur Jobin, Musée Jurassien des Arts, Moutier (CH)
- 2016 : Habillage sonore de l’exposition Inner Visions de l’anthropologue Luis Luna, Richard Brush Art Gallery, New York (USA)
- 2017 : Performance musicale lors de l’exposition du peintre et poète suisse Andreas Walser (1908-1930), Bündner Kunstmuseum, Coire (CH)
- 2021 : Concert en tant que /A\ avec Emilie Zoé (guitare) et Nicolas Pittet (batterie) aux Aubes aux Bains des Pâquis, Genève (CH)

### Collaborations
1999 : Performance musicale avec James Plotkin, Swiss Institute, New York (USA)
 
2004-2008 : Interventions dans le Fiteiro Cultural (« kiosque culturel ») de Fabiana de Barros, artiste plasticienne brésilienne, au Forum Culturel Mondial et dans la Favela Tamarucatu (avec l’artiste vidéaste brésilien Raimo Benedetti), São Paulo (BR); au festival Mapping et à la Terrasse du Troc, Genève (CH)
 
2008 : Participation au projet Babel Live avec Erik Truffaz, Pascal Comelade, entre autres, Cirque Royal, Bruxelles (BE)

2010 : Participation à un hommage à Alain Bashung, festival Label Suisse, Lausanne (CH)

2014 : Composition d’une partition électronique pour le poème symphonique Avant L’Aube d’Erik Truffaz

2014 : Participation à un projet d’improvisation live avec Bruno Spoerri et Marco Repetto, Dampfzentrale, Berne (CH)

2015-2016 : Création de la conférence sonique avec images en mouvement Yoshtoyoshto, en compagnie du cinéaste Peter Mettler et de l’anthropologue Jeremy Narby, inspiré du langage métaphorique des Yaminahuas d’Amazonie, festival Videoex, Zurich (CH), Théâtre de Vidy, Lausanne (CH) ; Musée d'ethnographie de Genève, Genève (CH)

### Cinéma
Dès 2009, Franz Treichler commence à mettre en musique des films dada et post-dada (Man Ray, Hans Richter, Jean Painlevé, James Riddle et Stan Brakhage.). Cabaret Voltaire, Zurich (CH) ; La Bâtie - Festival de Genève, Genève (CH) ; Station Beirut (LB) ; Arnolfini, Bristol (GB), au Centre Culturel Suisse, Paris (FR) et lors du centenaire du mouvement dada organisé à Zurich (CH)
2010 : Composition de la musique du court-métrage Saloperie de pruneaux de Rinaldo Marasco

2014 : Composition de la musique du film Broken Land de Stéphanie Barbey et Luc Peter

2014 : Composition de la musique du film Tibetan Warrior de Dodo Hunziker

2016 : Composition de la musique du court-métrage collectif Vertico, festival Animatou, Genève (CH)
 
2016 : Composition de la musique pour le film en WOMB de Gilles Jobin

## Discographie (sélection)
Avec The Young Gods
1986 : Envoyé!, Organik
 
1987 : The Young Gods, Organik
 
1989 : L'Eau Rouge - Red Water, Play It Again Sam Records
 
1991 : The Young Gods Play Kurt Weill, Play It Again Sam Records
 
1992 : T.V. Sky, Play It Again Sam Records
 
1993 : Live Sky Tour, Play It Again Sam Records
 	
1995 : Only Heaven, Play It Again Sam Records, Interscope
 
1996 : Heaven Deconstruction, Play It Again Sam Records, Ipecac Recordings
 
2000 : Second Nature, Intoxygene
 
2004 : Music For Artificial Clouds, Intoxygene, Make Up
 
2007 : Super Ready / Fragmenté, [PIAS] Recordings
 
2008 : Knock On Wood - The Acoustic Sessions, Play It Again Sam Records
 
2010 : Everybody Knows, Two Gentlemen Records
 
2010 : The Young Gods And Dälek - Griots & Gods - Les Eurockéennes Festival de Belfort, Two Gentlemen Records

Divers
1981 : Jof & The Ram – Jof & The Ram, General Mix-Up
 
1981 : Schizoids – Randalier / Zerstör, Schizoid Records
 
1988 : Bérurier Noir – Souvent Fauché, Toujours Marteau!, Folklore De La Zone Mondiale, Bondage Records – production
 
1989 : Treponem Pal – Treponem Pal, Roadracer Records – production
 
1994 : Treponem Pal – Excess & Overdrive, Roadrunner Records – production
 
1994 : Noir Désir – Dies Irae, Barclay – guitare
 
1996 : James Plotkin – The Joy Of Disease, Avant – sampler
 
1997 : Various – Haikus Urbains, Cave 12 Disques
 
1997 : Various – Great Jewish Music: Serge Gainsbourg, Tzadik
 
1998 : Noir Désir – One Trip / One Noise, Barclay – remix
 
2000 : Franz Treichler – Braindance, Pas Mal Publishing
 	
2000 : Various – Copier Coller, Quatermass

2005 : Cristian Vogel – Station 55, NovaMute – voix
 
2013 : Sunisit – Sunisit, Poor Records – production

2021 :  Emilie Zoé, Nicolas Pittet et Franz Treichler - /A\ , Two Gentlemen & Hummus Records 